# Adopcja herbowa
Adopcja herbowa – urzędowe uznanie osoby o pochodzeniu nieszlacheckim za członka swojego rodu i nadanie mu własnego herbu. Sam herb był często przy tym odmieniany. Była to jedna z wcześniejszych form nobilitacji.
Adopcja herbowa, istniała w Polsce już w XIV wieku, szczególnie zaś częsta była w wieku XV. Została zakazana w 1616 roku.
Znanym z historii aktem zbiorowej adopcji było przyjęcie do swych herbów przez czołowych polskich magnatów i szlachtę litewskich i ruskich rodów bojarskich w związku z unią horodelską.
Ponieważ adopcja herbowa stwarzała możliwość nadużyć, adopcji za opłatą, kupowania sobie szlachectwa i niekontrolowanego rozrostu stanu szlacheckiego, od 1578 każda adopcja herbowa wymagała już zatwierdzenia sejmu, a od 1601 – Konstytucji.